# 凱塞多港
凱塞多港是哥倫比亞的城鎮，位於該國南部，由普圖馬約省負責管轄，距離首府莫科阿64公里，始建於1921年，面積864平方公里，海拔高度481米，2005年人口10,581。
0°41′N 76°35′W / 0.683°N 76.583°W